# Cesare Negri

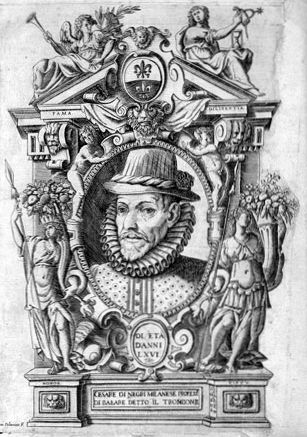
Abbildung Negris in seinem Buch Nuove Inventioni di Balli (1604)

Cesare Negri (* um 1535 in Mailand; † um 1604), genannt auch Il Trombone, war ein italienischer Tanzmeister der Renaissance am Hof zu Mailand.
In der zweiten Hälfte des 16. Jahrhunderts verfasste er ein wichtiges Traktat zur höfischen Tanzkunst in Italien. Sein erstmals 1602 in Mailand erschienener Traktat Le gratie d’amore gehört mit den Traktaten von Fabritio Caroso zu den bedeutendsten Quellen über den italienischen Gesellschaftstanz in der Renaissance.
Aufgeteilt in drei Abschnitte, ist der erste Teil ein biografischer Abriss der beruflichen Herkunft Negris, während der zweite den virtuosesten Tanz der Zeit – die „Galliarde“ – beschreibt. Der dritte Abschnitt vermittelt eine Reihe zusätzlicher Schritte, die in den 43 Choreografien des Traktats verwendet werden. – Die ganzseitigen Abbildungen vermitteln einen Eindruck zumeist von der Ausgangsposition zu den einzelnen Tänzen. Zu jedem Tanz ist die entsprechende Musik (etwa Bianco Fiore) beigegeben.

## Werke
- Le Gratie d’Amore. G. Bordone, Mailand 1602 (Neuausgabe: Nuove Inventioni di Balli. Mailand 1604)
- Le Gratie d’Amore. Deutsche Erstübersetzung der Ausgabe Mailand 1602 von Brigitte Garski. Olms Verlag. Hildesheim / Zürich / New York 2003.